# Anita Zarnowiecki
Anita Rosa Zarnowiecki Mleczkovicz, född Zarnowiecki 26 maj 1954 i Göteborg, är en svensk före detta simmare tävlande för Simavdelningen 1902. Hon var en av medlemmarna i det svenska lag (Gunilla Jonsson, Eva Andersson, Elisabeth Berglund) som vann brons på 4×100 m frisim vid Europamästerskapen i simsport 1970. Zarnowiecki deltog i 200 m och 400 m medley vid Olympiska spelen i München 1972 där hon satte svenskt rekord i båda disciplinerna. Trots det nådde hon inte nådde final utan fick nöja sig med 13:e respektive 12:e plats. Hon deltog också i lagkapperna på 4×100 m frisim och medley. Båda lagen nådde final där de slutade på sjätte respektive åttonde plats.
Zarnowiecki deltog vid Mackabiaden 1973 och tog då inte mindre än sju guldmedaljer och ett silver. Hon överträffade därmed Mark Spitz tidigare rekord på fem guld i Mackabiaden 1969.
I världsmästerskapen 1973 i Belgrad deltog Zarnowiecki i 200 m och 400 m medley och nådde 12:e plats i båda.
Hennes tvillingbror, Bernt Zarnowiecki, deltog också vid OS i München 1972 och vid Mackabiaden och världsmästerskapen 1973.

## Meritlista
- EM-brons i lagkapp 4x100 m fritt i Barcelona 1970.
- Sju guld och ett silver i Mackabiaden 1973.